# 鮫島良太
鮫島 良太（さめしま りょうた、1987年2月4日 - ）は、日本中央競馬会 (JRA) ・栗東トレーニングセンターに所属する騎手。父は佐賀競馬場所属の元騎手で調教師の鮫島克也。

## 来歴
2005年競馬学校騎手課程21期生栗東松田国英厩舎所属騎手としてデビュー。3月5日中京4Rにて初騎乗を迎え16頭立て5着。同年6月4日の中京12Rケイウンバクシンで初勝利を挙げる。
7月の小倉にて父克也が1着、良太が2着に入り、JRA史上初の親子騎手による1・2フィニッシュを記録。この年は16勝を挙げ、関西所属新人騎手に贈られる中央競馬関西放送記者クラブ賞を受賞。
2006年は飛躍の年となる。小倉2歳ステークスでアストンマーチャンに騎乗して重賞初制覇。さらに11月12日にはエリザベス女王杯・ライラプスにて初のGI騎乗を果たす。この年は60勝を挙げ、関西リーディングトップ10入りを果たすなど活躍をした。
2007年3月塚田祥雄と共に見習騎手新人戦全日本新人王争覇戦に選出(結果は12人中11位)

。
4月には通算100勝を達成し、内規である3年を待たずに見習騎手を卒業。
2008年、5月1日付でフリーとなる。10月12日の第43回京都大賞典でトーホウアランに約1年半ぶりの重賞勝ちをもたらした。
2015年3月1日に弟・鮫島克駿がJRA競馬学校を卒業。同年3月1日の小倉競馬第6競走で兄弟が同じレースに騎乗し、15番人気で17着の弟に対し兄が5番人気の馬で1着と先着した。8月にはJRA史上初となる克也(14着)・良太(6着)・克駿(12着)親子3人同一レース騎乗が実現している。
2020年11月21日、阪神10R瀬戸内海特別をトウケイミラで勝利し、JRA通算300勝を達成した。
2023年4月21日付けで栗東・安田翔伍厩舎に所属変更となる。同年9月21日付けで安田翔伍厩舎を離れ、フリーとなる。

## 騎乗成績
- 出典 JRA公式[2]・netkeiba[15]

|            | 日付           | 競馬場・開催  | 競走名             | 馬名               | 頭数 | 人気 | 着順 |
| ---------- | -------------- | ------------- | ------------------ | ------------------ | ---- | ---- | ---- |
| 初騎乗     | 2005年3月5日   | 1回中京1日4R  | 3歳未勝利          | ダイタクドルチェ   | 16頭 | 9    | 5着  |
| 初勝利     | 2005年6月4日   | 2回中京5日12R | 4歳上500万円下     | ケイウンバクシン   | 18頭 | 4    | 1着  |
| 重賞初騎乗 | 2005年10月2日  | 4回阪神8日11R | シリウスステークス | マルカフレンチ     | 14頭 | 6    | 9着  |
| 重賞初勝利 | 2006年9月3日   | 3回小倉8日10R | 小倉2歳ステークス  | アストンマーチャン | 14頭 | 3    | 1着  |
| GI初騎乗   | 2006年11月12日 | 6回京都4日11R | エリザベス女王杯   | ライラプス         | 16頭 | 14   | 15着 |

| 年度   | 1着 | 2着 | 3着 | 騎乗数 | 勝率 | 連対率 | 複勝率 |
| ------ | --- | --- | --- | ------ | ---- | ------ | ------ |
| 2005年 | 16  | 27  | 18  | 290    | .055 | .148   | .210   |
| 2006年 | 60  | 50  | 42  | 728    | .082 | .151   | .209   |
| 2007年 | 42  | 52  | 42  | 632    | .066 | .149   | .215   |
| 2008年 | 36  | 42  | 46  | 565    | .064 | .138   | .219   |
| 2009年 | 22  | 25  | 33  | 459    | .048 | .102   | .174   |
| 2010年 | 24  | 17  | 21  | 371    | .065 | .111   | .167   |
| 2011年 | 10  | 16  | 12  | 262    | .038 | .099   | .145   |
| 2012年 | 20  | 14  | 20  | 367    | .054 | .093   | .147   |
| 2013年 | 12  | 20  | 21  | 410    | .029 | .078   | .129   |
| 2014年 | 5   | 7   | 9   | 292    | .017 | .041   | .072   |
| 2015年 | 8   | 4   | 15  | 267    | .030 | .045   | .101   |
| 2016年 | 9   | 9   | 12  | 236    | .038 | .076   | .127   |
| 2017年 | 11  | 16  | 13  | 276    | .040 | .098   | .145   |
| 2018年 | 8   | 9   | 12  | 272    | .029 | .063   | .107   |
| 2019年 | 10  | 11  | 6   | 211    | .047 | .100   | .128   |
| 中央   | 298 | 319 | 322 | 5638   | .053 | .109   | .167   |
| 地方   | 6   | 8   | 13  | 75     | .080 | .107   | .324   |

## おもな騎乗馬
- 出典 netkeiba.com[16]

- アストンマーチャン （2006年小倉2歳ステークス）
- エイジアンウインズ （2008年阪神牝馬ステークス）
- トーホウアラン （2008年京都大賞典）
- プレミアムボックス （2009年CBC賞）
- ジュエルオブナイル （2009年小倉2歳ステークス）